# 瓦莱阿格里科拉
瓦莱阿格里科拉（義大利語：Valle Agricola），是意大利卡塞塔省的一个市镇。总面积24平方公里，人口1011人，人口密度42.1人/平方公里（2009年）。ISTAT代码为061096。